# Viksta traktormuseum
Viksta traktormuseum är ett svenskt fordonsmuseum i Rångsta, nordost om Björklinge och 30 kilometer norr om Uppsala.
Museet grundades av lantbrukaren Valter Anstrén, som 1987 gav sin samling av motorredskap till Viksta Hembygdsförening. Syskonen Anstrén har senare testamenterat sin jordbruksfastighet på 20 hektar åkerjord till Syskonen Astrid och Valter Anstréns stiftelse för Viksta traktormuseum, med Viksta Hembygdsförening som huvudman. 
Gårdens mangårdsbyggnad uppfördes 1850-1853 i liggtimmer. Ladugård och stall byggdes 1908 och inrymmer idag entré och utställningshall. Åren 1910 respektive 1912 uppfördes spannmålsmagasinet och ladan.
Syskonen Anstréns far Arvid Anstrén köpte som första bonde i socknen en traktor 1920. Det var en amerikansk traktor av modell Moline Universal Tractor, kallad "Järnhästen", tillverkad 1919 av Moline Plow Company i Moline i Illinois. Den är fortfarande i körbart skick och ingår i museets samlingar. Den har kompletterats med veterantraktorer, som Valter Anstrén började samla 1969. År 1987 bestod samlingen på ett 30-tal traktorer.

## Samlingar
Viksta traktormuseum har 3.000 kvadratmeter utställningsyta, som inrymmer omkring 150 traktorer och skördemaskiner, stenbrytare, plogar, motorvält, stenkross och stationära råoljemotorer. De äldsta traktorn i samlingen är en svensk Avance och en amerikansk International Harvester Titan, båda från 1916. En annan raritet är en brittisk Field-Marshall av den typ som startas med en gevärspatron, samt en Fordson bandtraktor.
På museet finns också en kopia på Viksta brandstation och stationens sista brandbil samt en utställning om Torsten Hallman.
Viksta traktormuseum anordnar årligen en veteranmarknad med Automobilhistoriska Klubben Uppland som medarrangör, samt en veterantraktordag.

## Bildgalleri

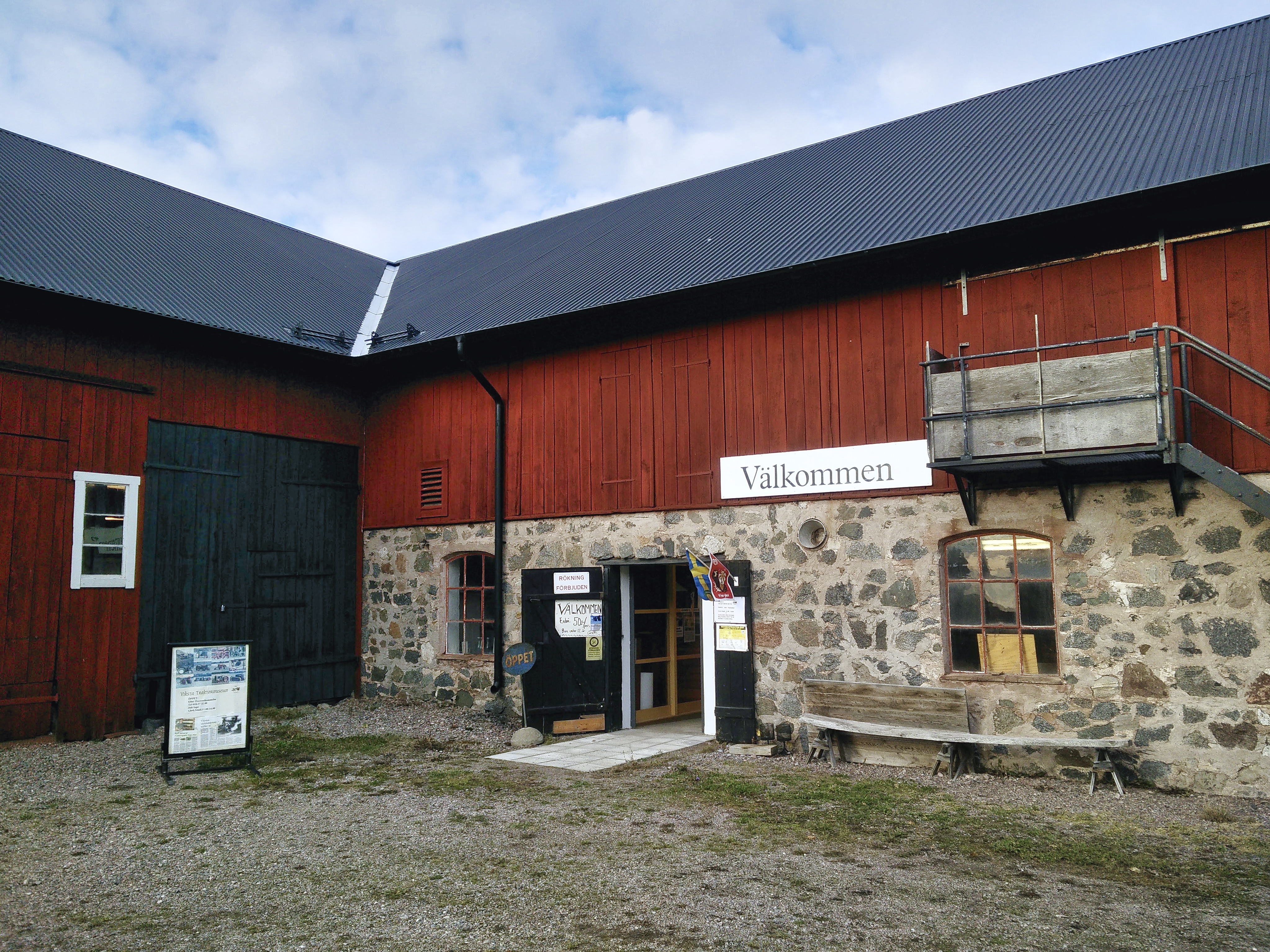
Entré
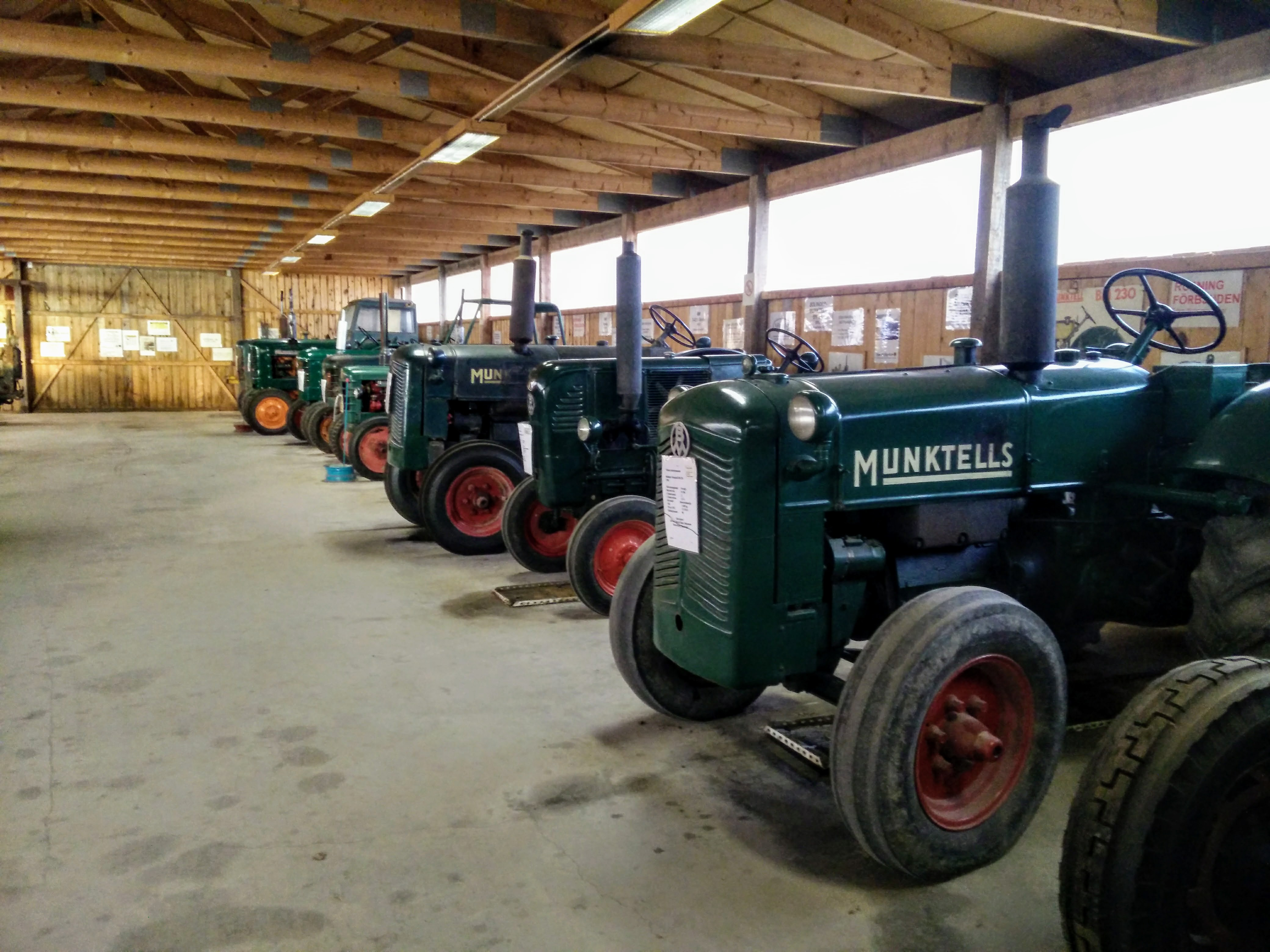
Traktorer från Munktells Mekaniska Verkstad